# Campeonato Espanhol de Patinação Artística no Gelo de 2017
O Campeonato Espanhol de Patinação Artística no Gelo de 2017 foi a edição da temporada 2017–18 do Campeonato Espanhol de Patinação Artística no Gelo, um evento anual de patinação artística no gelo onde os patinadores artísticos competem pelo título de campeão Espanhol. A competição foi disputada entre os dias 15 de dezembro e 17 de dezembro de 2017, na cidade de Jaca, Huesca.

## Eventos
- Individual masculino
- Individual feminino
- Duplas
- Dança no gelo
- Patinação sincronizada

## Medalhistas
| Evento                        | Ouro                                                   | Prata                          | Bronze                    |
| Sênior                        |                                                        |                                |                           |
| Individual masculino detalhes | Javier Fernández                                       | Javier Raya                    | Felipe Montoya            |
| Duplas detalhes               | Laura Barquero Aritz Maestu                            | Dorota Broda Pedro Betegón     | nenhum outro competidor   |
| Dança no gelo detalhes        | Olivia Smart Adrià Díaz                                | Sara Hurtado Kirill Khaliavin  | Celia Robledo Luis Fenero |
| Sincronizada detalhes         | Team Fusion                                            | nenhum outro competidor        | nenhum outro competidor   |
| Júnior                        |                                                        |                                |                           |
| Individual masculino          | Aleix Gabara Xancó                                     | Gaizka Madejón Cambra          | Iker Oyarzabal Albas      |
| Individual feminino           | Belen Alvarez                                          | Anna Bertran Gracia            | Claudia Justo De Andrés   |
| Duplas                        | Isabella Gámez Ton Consul Vivar                        | nenhum outro competidor        | nenhum outro competidor   |
| Dança no gelo                 | Malene Nichita-Basquin Jaime Garcia                    | Léa Mangas Nicolas Soleihavoup | nenhum outro competidor   |
| Sincronizada                  | Team Mirum                                             |                                |                           |
| Noviço avançado               |                                                        |                                |                           |
| Individual masculino          | Pablo García                                           | Eric Alis Bosquet              | Sergio San Román          |
| Individual feminino           | Sofía Val                                              | Marian Millares                | Telma Ruíz                |
| Dança no gelo                 | Ariadna Cummins Ibañez · Elvis Caubet Ascaso · Andorra | nenhum outro competidor        | nenhum outro competidor   |
| Sincronizada                  | Sapphire                                               | nenhum outro competidor        | nenhum outro competidor   |

## Resultados

### Individual masculino
| Pos.              | Nome             | Pontos | PC         | PL         |
| ----------------- | ---------------- | ------ | ---------- | ---------- |
| Medalha de ouro   | Javier Fernández | 288.30 | 107.73 (1) | 180.57 (1) |
| Medalha de prata  | Javier Raya      | 213.72 | 78.81 (2)  | 134.91 (3) |
| Medalha de bronze | Felipe Montoya   | 210.95 | 67.66 (3)  | 143.29 (2) |

### Duplas
| Pos.             | Nome                          | Pontos | PC        | PL        |
| ---------------- | ----------------------------- | ------ | --------- | --------- |
| Medalha de ouro  | Laura Barquero / Aritz Maestu | 143.94 | 46.81 (1) | 97.13 (1) |
| Medalha de prata | Dorota Broda / Pedro Betegón  | 105.35 | 41.39 (2) | 63.96 (2) |

### Dança no gelo
| Pos.              | Nome                            | Pontos | PC        | PL         |
| ----------------- | ------------------------------- | ------ | --------- | ---------- |
| Medalha de ouro   | Olivia Smart / Adriá Díaz       | 167.77 | 69.61 (1) | 98.16 (2)  |
| Medalha de prata  | Sara Hurtado / Kirill Khaliavin | 164.54 | 64.21 (2) | 100.33 (1) |
| Medalha de bronze | Celia Robledo / Luis Fenero     | 146.43 | 59.83 (3) | 86.60 (3)  |

### Patinação sincronizada
| Pos.            | Nome        | Pontos | PC        | PL        |
| --------------- | ----------- | ------ | --------- | --------- |
| Medalha de ouro | Team Fusion | 92.14  | 33.40 (1) | 58.74 (1) |